# 趙璉 (明朝)
趙璉（14世紀—15世紀），字維清，福建福州府連江縣上里人，明朝政治人物。

## 生平
趙璉是永樂十八年（1420年）庚子科福建鄉試舉人，授程鄉訓導，通曉經學，品德端正，教誨不倦，得諸生敬重。

## 引用
1. 1 2  民國《連江縣志·卷二十三·列傳》：趙璉，字維清，上里人，永樂十八年鄉薦，任程鄉訓導，經明行修，教誨不倦，諸生以文質者能別其窮達，十不爽一，士林宗之，子㟸。 移綴循良